# Arthur Edwin Kennelly
Arthur Edwin Kennelly (17 de dezembro de 1861 — Boston, 18 de junho de 1939) foi um engenheiro estadunidense.

## Patentes
- Patente E.U.A. 479 167 - "Electric meter"
- Patente E.U.A. 500 236 -- "Electrostatic voltmeter"